# Cerco de Bari
O Cerco de Bari teve lugar entre 1068 e 1071, durante a Idade Média, quando as forças de ítalo-normandas, sob o comando de Roberto Guiscardo, sitiaram a cidade de Bari, um importante reduto dos bizantinos na Itália e a capital do Catepanato da Itália, a partir de 5 de agosto de 1068. Bari foi capturada a 16 de abril de 1071, quando Guiscardo entrou na cidade, pondo fim à presença bizantina no sul da Itália.

## História

### Precedentes
Por volta de 1060, apenas algumas cidades costeiras em Apúlia encontravam-se ainda em mãos bizantinas: durante as décadas anteriores, os normandos haviam aumentado suas posses no sul da Itália, tomando como objetivo a expulsão completa dos bizantinos da península antes de se concentrarem na conquista de Sicília, que se encontrava sob o domínio islâmico.
Grandes unidades militares foram assim chamadas da Sicília e, sob o comando de Godofredo de Conversano, sitiaram Otranto.

## O cerco
Em seguida deu-se a chegada de Roberto Guiscardo com um grande corpo militar que cercou a cidade de Bari a 5 de agosto de 1068. A cidade estava dividida em duas facções: uma ambicionava preservar a aliança com o Império Bizantino enquanto que a outra era pró-normanda. Quando as tropas normandas se aproximaram, a a primeira prevaleceu e os barões locais fecharam os portões da cidade e enviaram uma embaixada ao imperador Romano IV Diógenes, com o propósito de obter ajuda militar. Em paralelo, os termos propostos por Roberto foram recusados.
Otranto caiu em outubro, contudo em Bari os ataques normandos contra as muralhas da cidade foram repetidamente repelidos pelos bizantinos. Roberto decidiu bloquear o porto da cidade com uma ponte fortificação a fim de impedir qualquer socorro. No entanto, os bizantinos destruíram a ponte e conseguiram manter relação com sua terra natal.
Romano IV nomeou um novo catepano, Avartuteles, e entregou-lhe uma frota com homens e suprimentos para Bari. A frota bizantina chegou à cidade no início de 1069, mas, entretanto, um exército bizantino foi derrotado pelos normandos, que ocuparam Gravina e Uggiano. Roberto não regressou imediatamente para Bari, e, em janeiro 1070, mudou-se para Brindisi para ajudar as forças normandas que cercavam a cidade. Brindisi rendeu-se no outono de 1070.
A situação em Bari era crítica e a população local sofria de fome. Avartuteles planeava assassinar Roberto, contudo o patrício bizantino Bizâncio Guidelico fracassou na tentativa. Uma delegação de cidadãos pediu ao catepano para melhorar as defesas da cidade, ou, se não o fizesse, que se rendesse aos normandos. Avartuteles ganhou tempo com o envio de outra embaixada a Constantinopla, que conseguiu enviar uma frota carregada de alimento para Bari. Porém, quando o carregamento se esgotou, a população pediu novamente ao catepano que implorasse ao imperador o envio de um exército tão logo quanto possível.
Romano IV, cujos generais haviam sido repetidamente derrotados pelos normandos, e com poucas tropas livres para despachar, mandou vinte navios sob o comando de um tal Gocelino, um rebelde normando que tomou abrigo em Constantinopla. Estêvão Paterano, nomeado novo catepano da Itália, veio com ele. No entanto, os normandos interceptaram os navios bizantinos fora de Bari e dispersou-os. Os marinheiros normandos identificaram os navios de Gocelino e, apesar da perda de 150 homens, conseguiram finalmente capturá-lo; Estêvão, por outro lado, conseguiu chegar a Bari. O catepano, entretanto, reconheceu que a defesa tinha-se tornado impossível e um nobre local, Argiritso, foi enviado para negociar com os normandos. Os atacantes ofereceram condições aceitáveis e Bari finalmente rendeu-se em abril 1071.

### Resultado
Estêvão Paterano foi inicialmente preso, porém foi mais tarde autorizado a regressar a Constantinopla com outros sobreviventes bizantinos.
Com a queda da cidade de Bari, a presença bizantina no sul da Itália terminou após 536 anos. O imperador Manuel I Comneno tentou reconquistar a região entre 1156 e 1158 sem sucesso.